# Titularbistum Gargara
Gargara ist ein Titularbistum der römisch-katholischen Kirche. 
Es geht zurück auf einen untergegangenen Bischofssitz in der gleichnamigen antiken Stadt im Nordwesten Kleinasiens in der heutigen Türkei. Der Bischofssitz war der Kirchenprovinz Ephesus zugeordnet.
| Titularbischöfe von Gargara |                           |                                          |                |                  |
| Nr.                         | Name                      | Amt                                      | von            | bis              |
| 1                           | Johannes Biermans MHM     | Apostolischer Vikar von Obernil (Uganda) | 24. April 1912 | 24. Januar 1941  |
| 2                           | Josephus Calasanz Fließer | Weihbischof in Linz (Österreich)         | 19. März 1941  | 11. Mai 1946     |
| 3                           | Gabriel Ganni             | Weihbischof in Beirut (Libanon)          | 19. März 1956  | 12. Februar 1964 |